# 諾曼第號巡防艦
諾曼第號巡防艦，舷號D651，是法國海軍的反潛型阿基坦級巡防艦，為法國海軍分類中的一等巡防艦（法國海軍不採驅逐艦之分類，一等巡防艦約同於他國驅逐艦）。

## 艦歷
諾曼第號是義大利和法國聯合的FREMM計畫的一部分，該計畫旨在開發供歐洲各國海軍使用的艦艇。2014年開始建造、2018年2月1日，諾曼第號巡防艦下水。最初，「諾曼第號」是為 2012年下水的一艘阿基坦級命名。然而，該艦於2015年被法國政府轉售埃及海軍，此後法國海軍以後續建造的同級艦遞補。
諾曼第號於2019年3月15日在洛里昂海域進行了首次海試。
諾曼第號於2019年7月16日在布雷斯特交付法國海軍。
2021年2月6日，諾曼第號成功發射阿斯特30防空飛彈。
諾曼第號是戴高樂號航空母艦領導的克里蒙梭22的一部分，除了戴高樂號外，另有阿爾薩斯號（D656）、地平線級防空驅逐艦佛賓號（D620）、杜倫斯級補給艦馬恩號（A630）、紅寶石級潛艦一同編隊。

## 圖庫

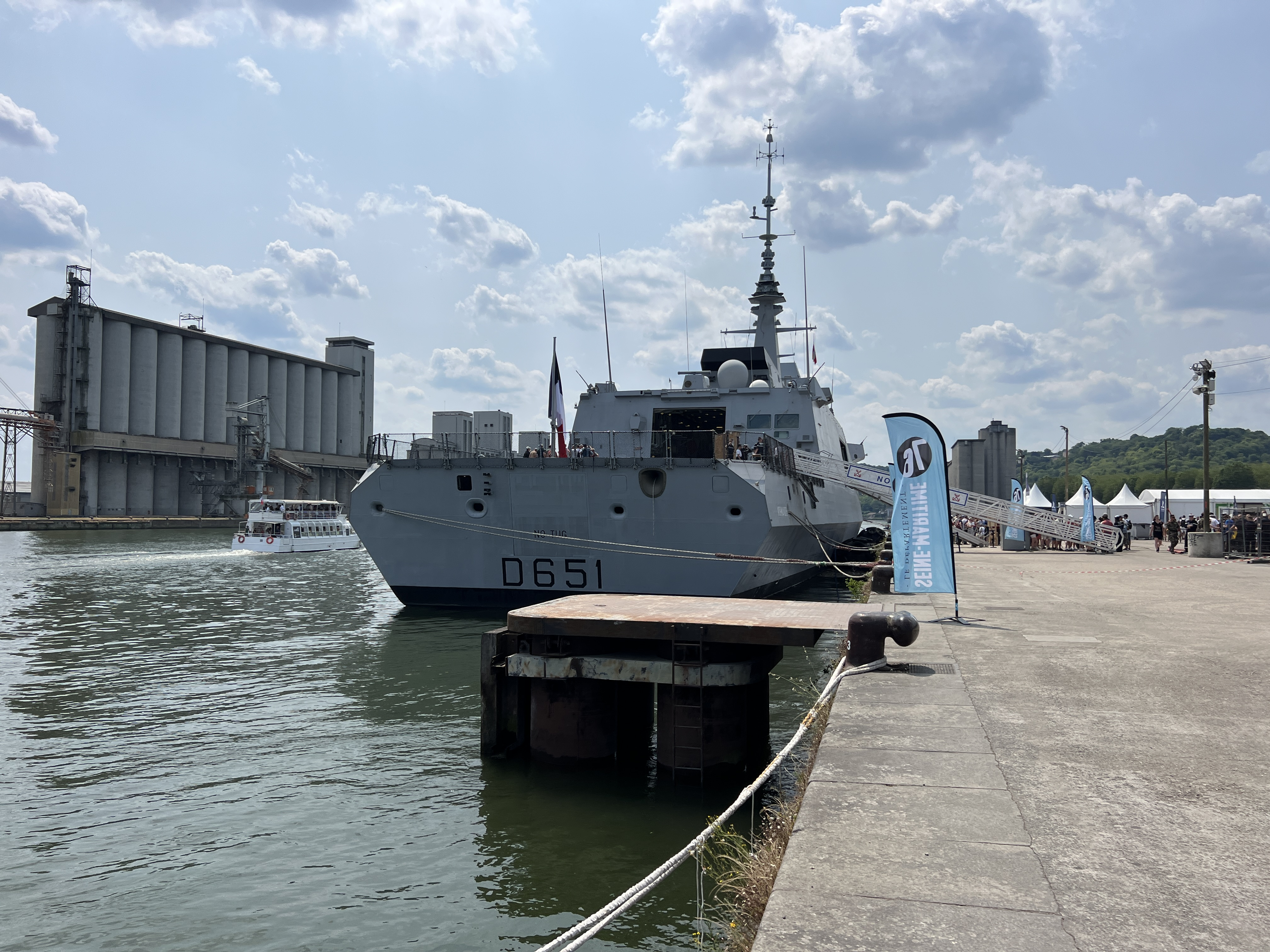
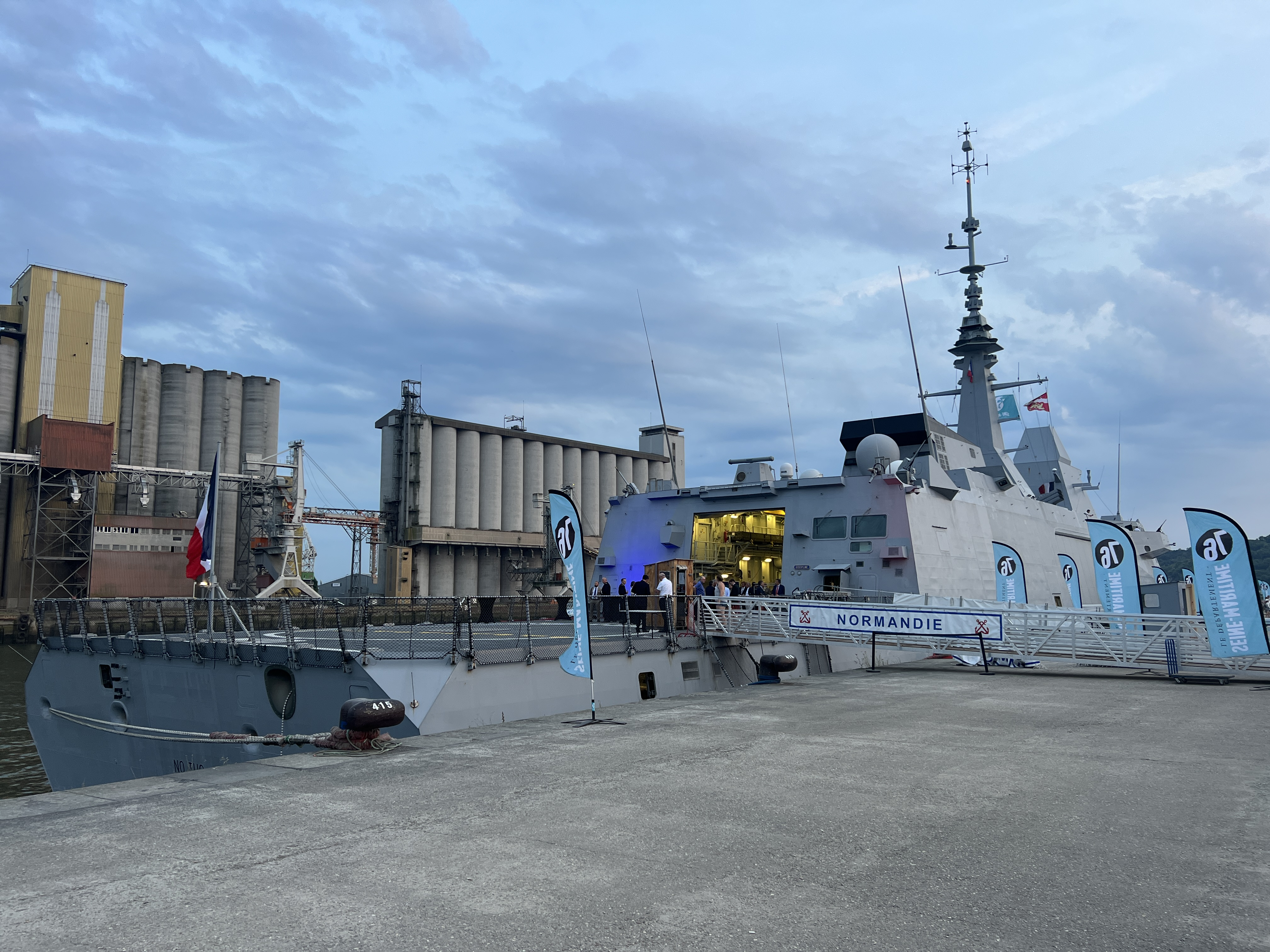
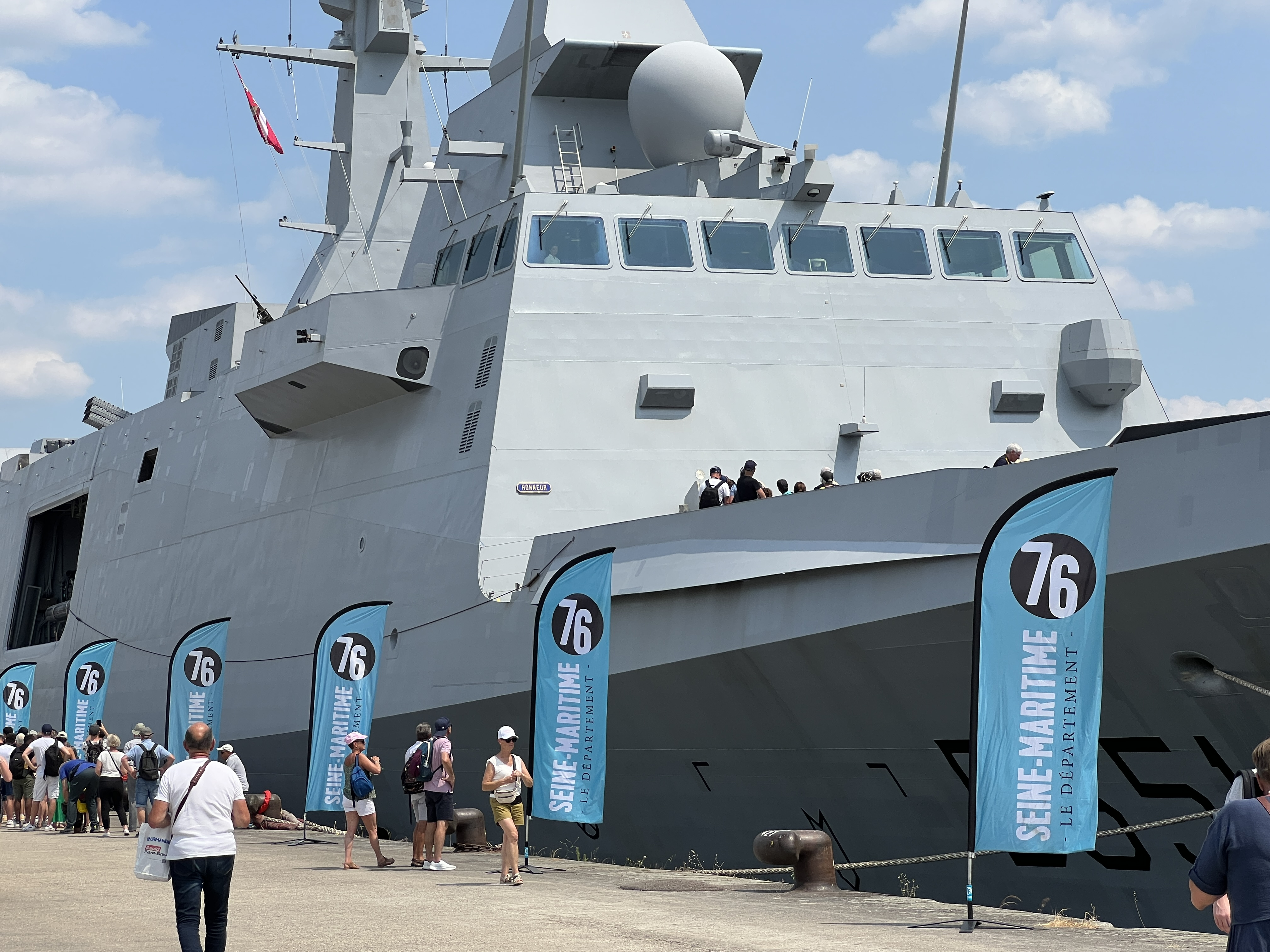
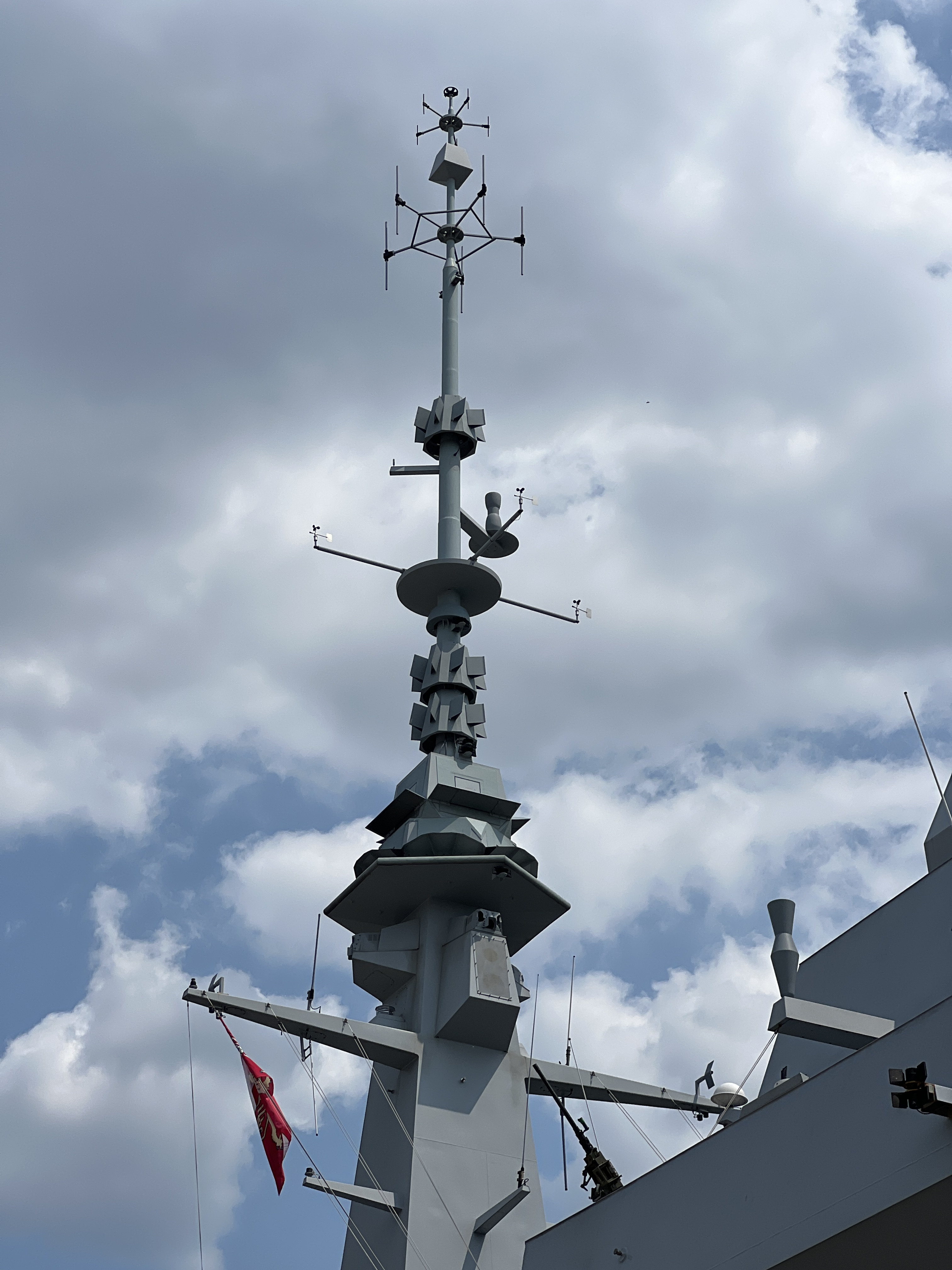
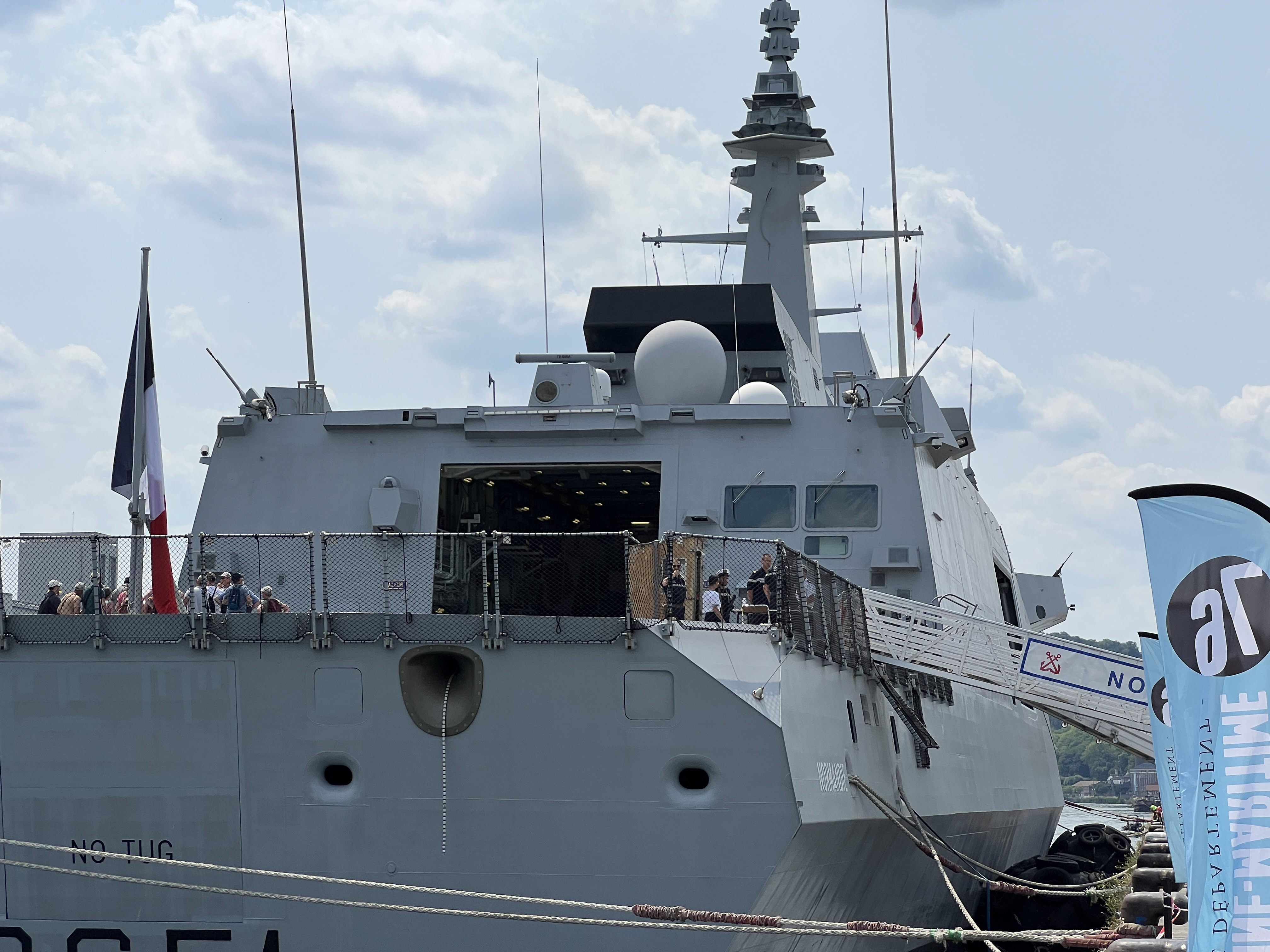
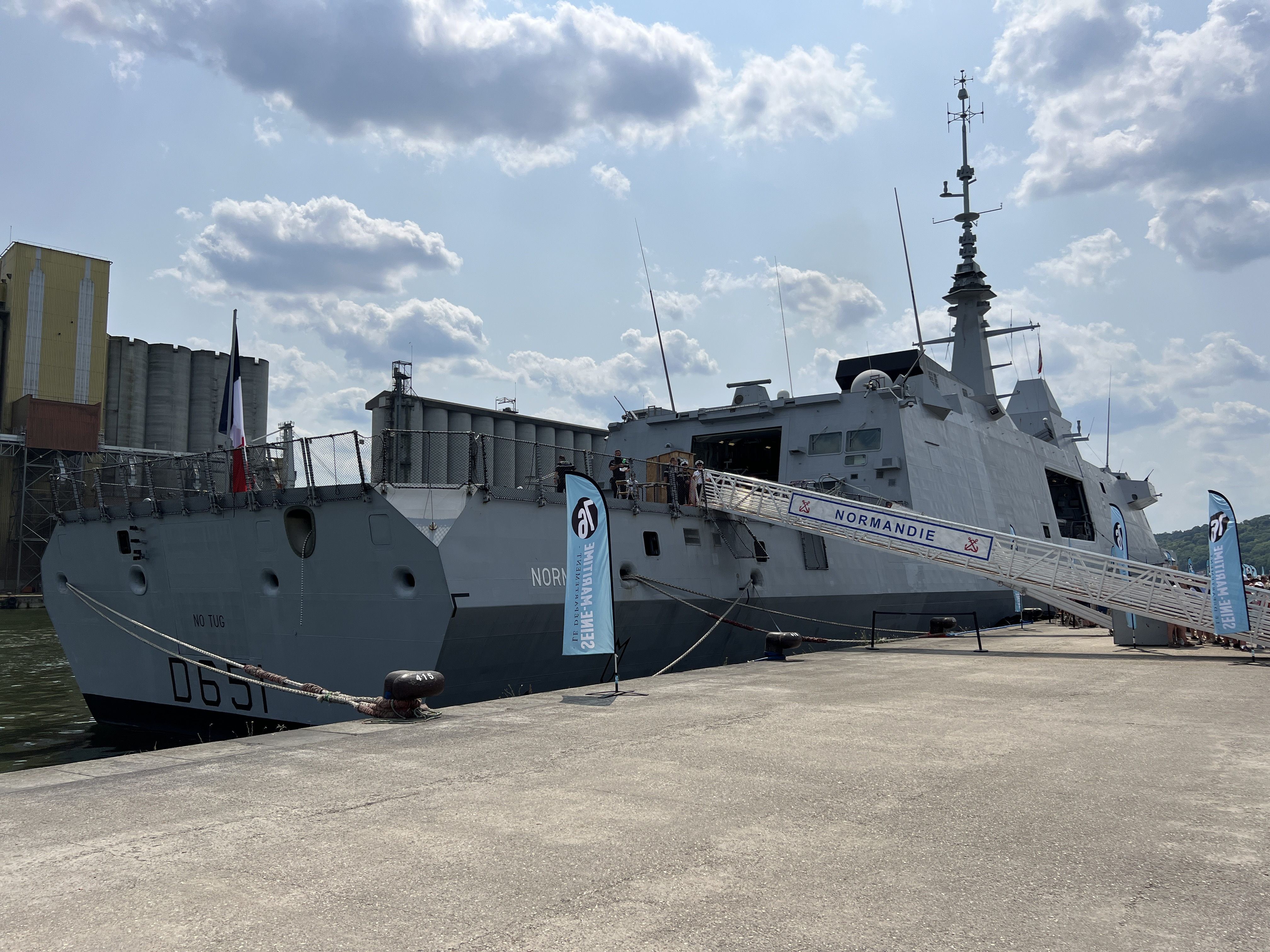
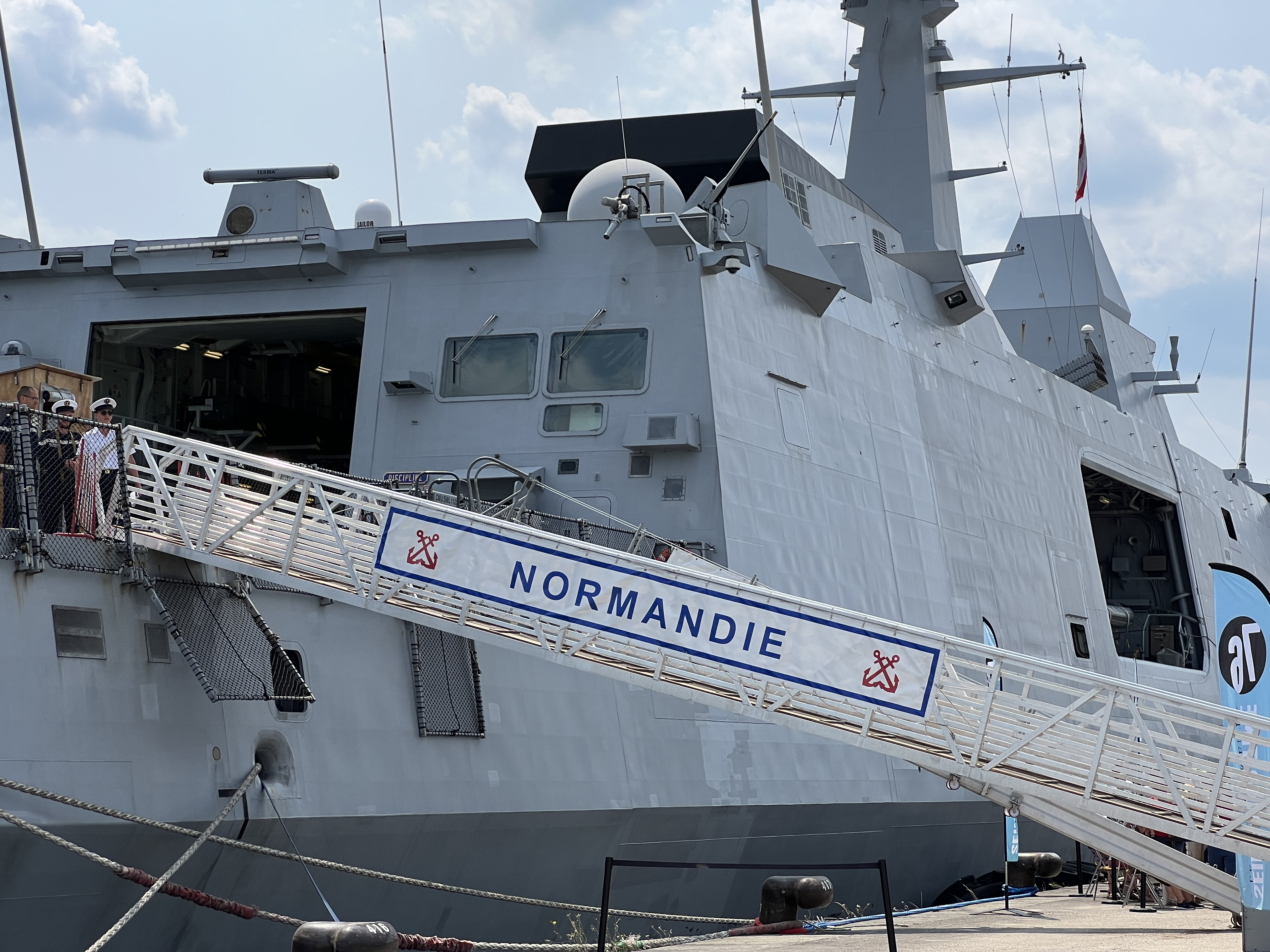
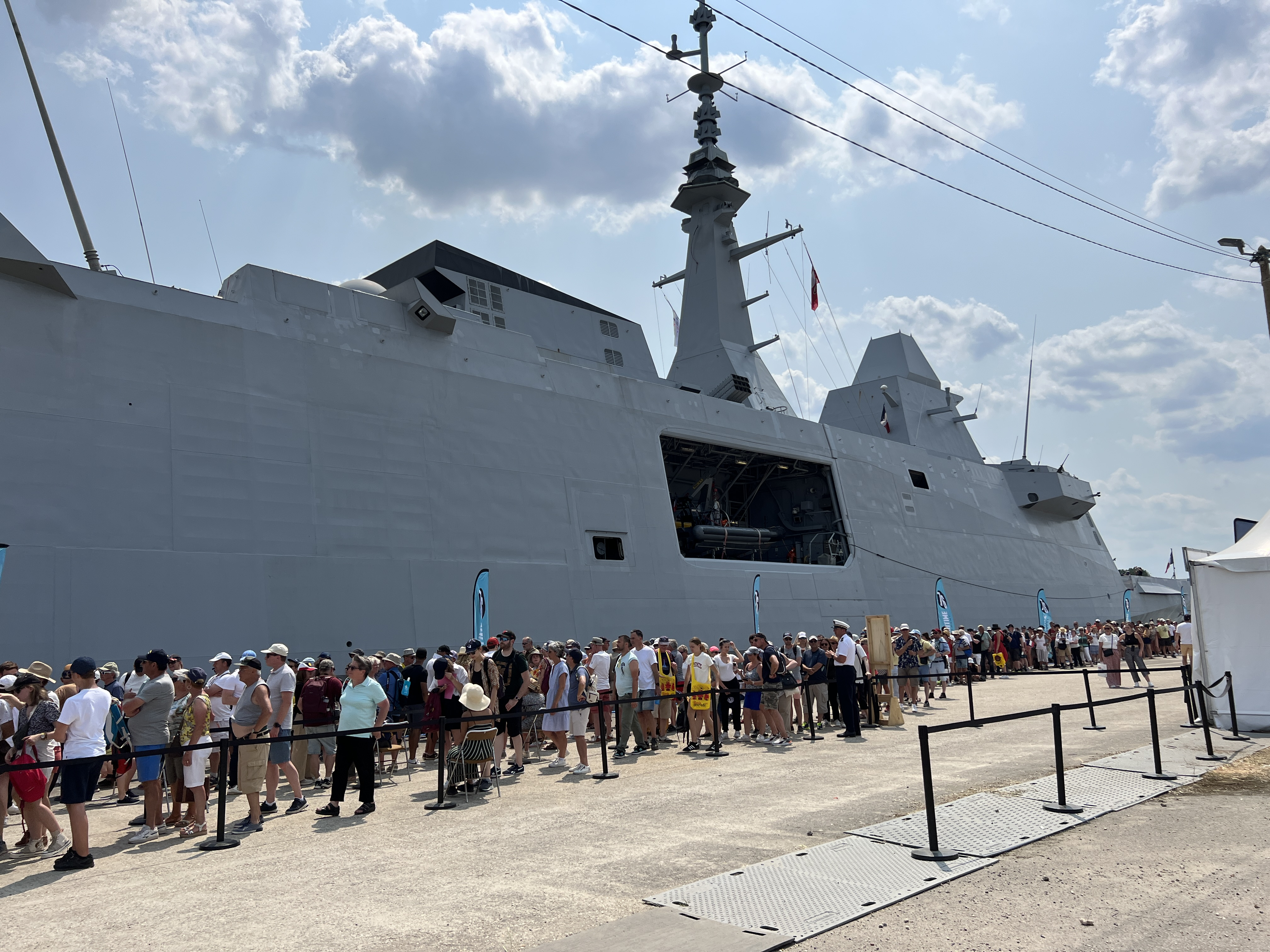
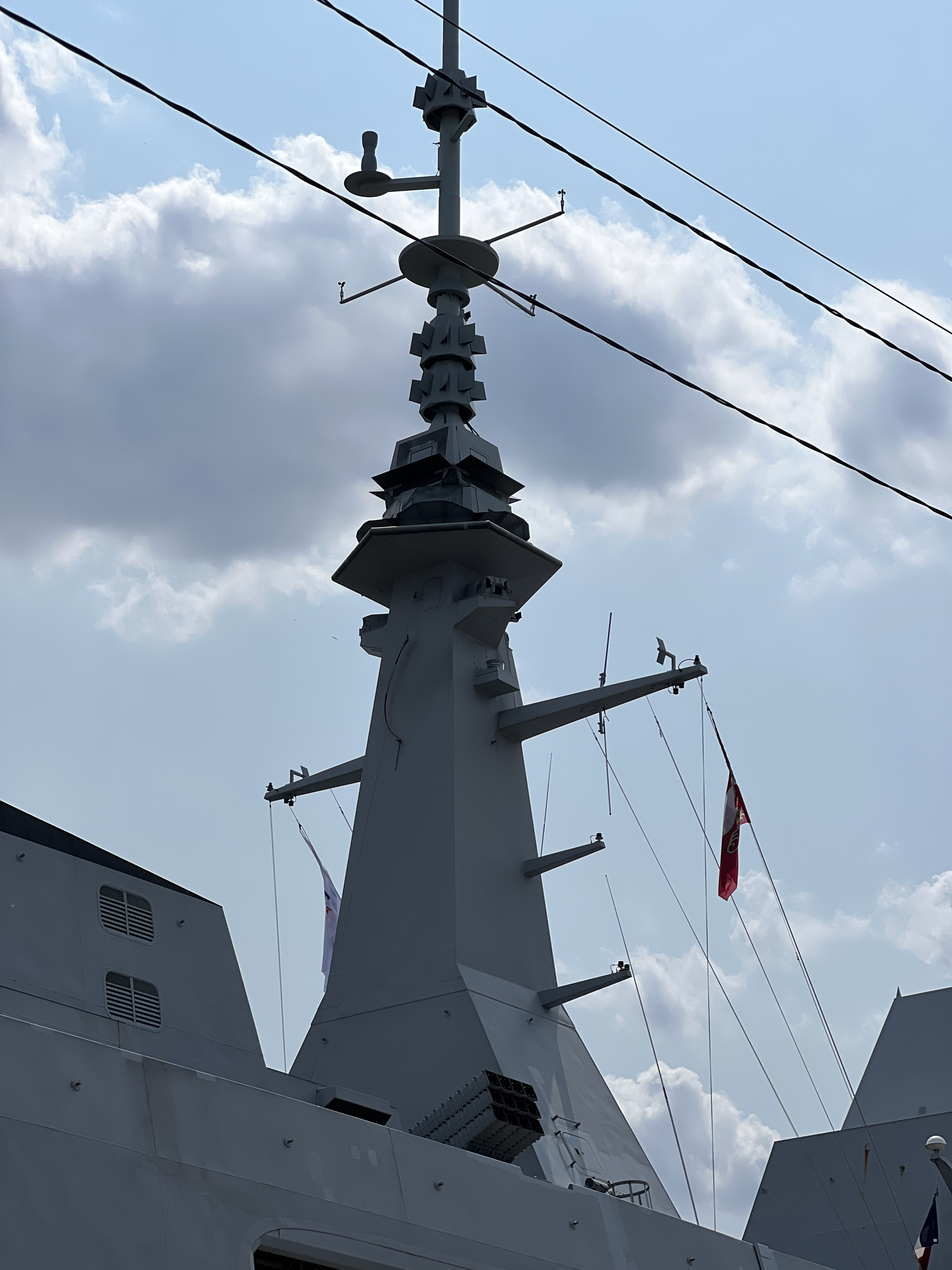
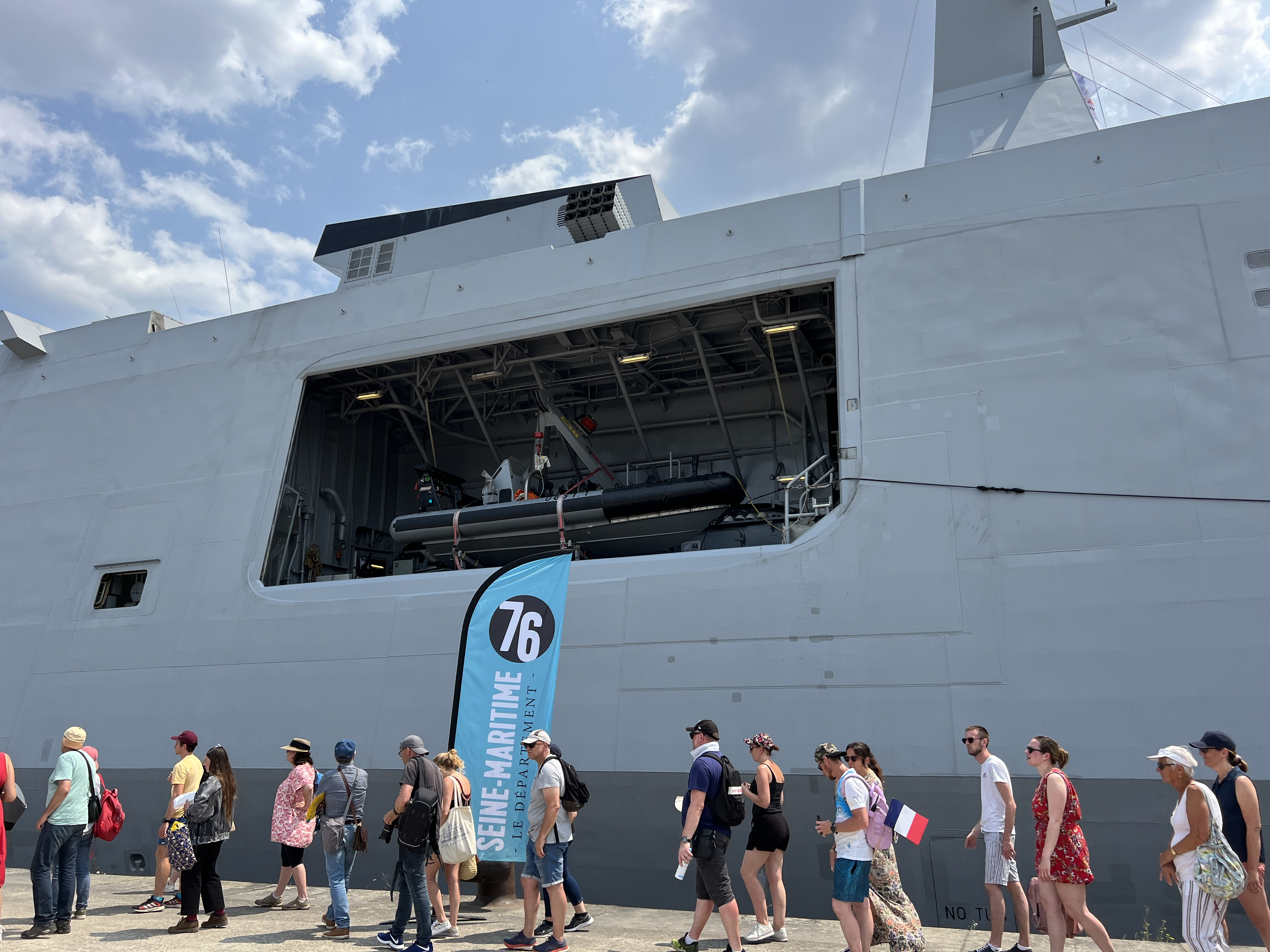
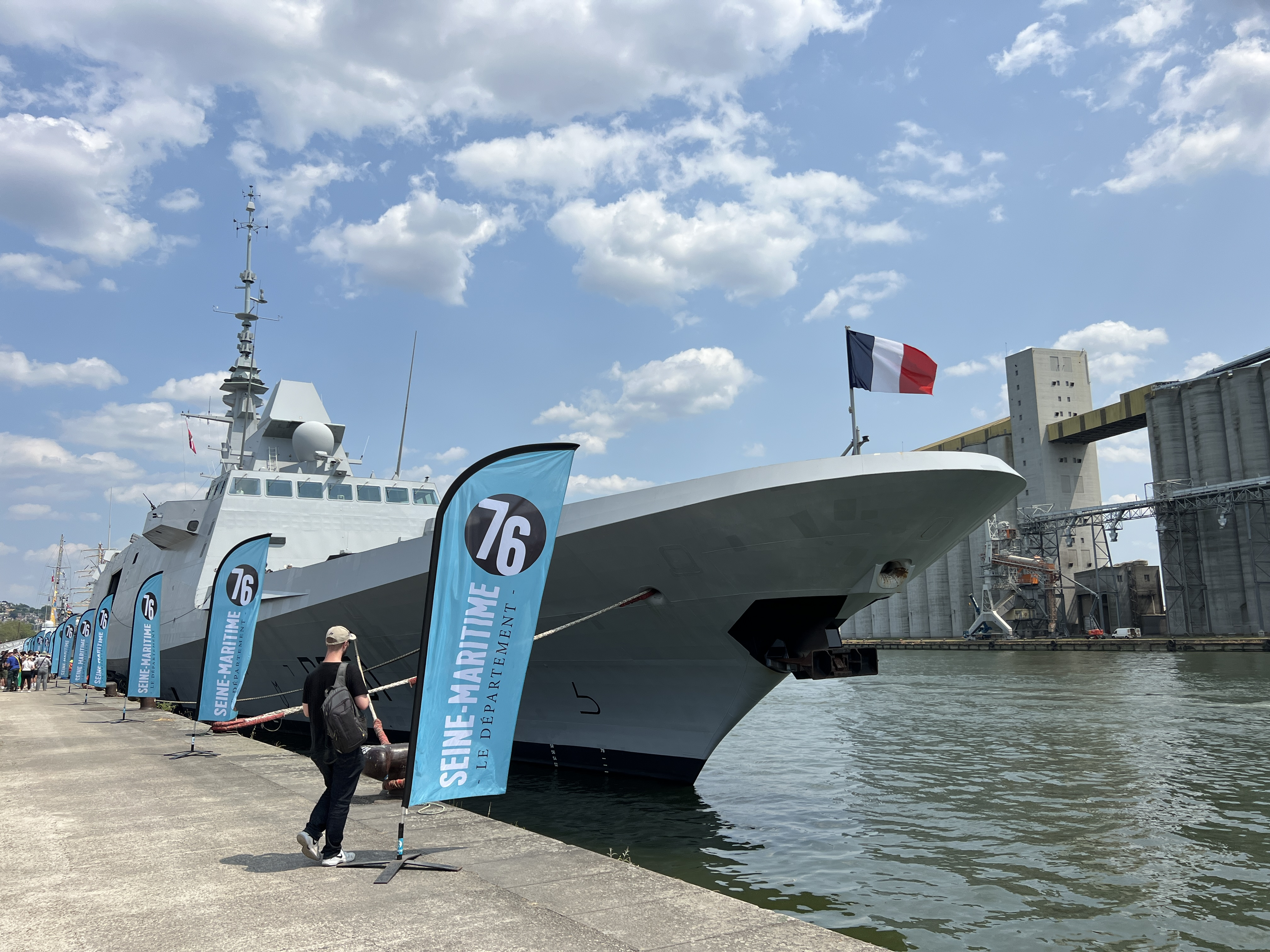
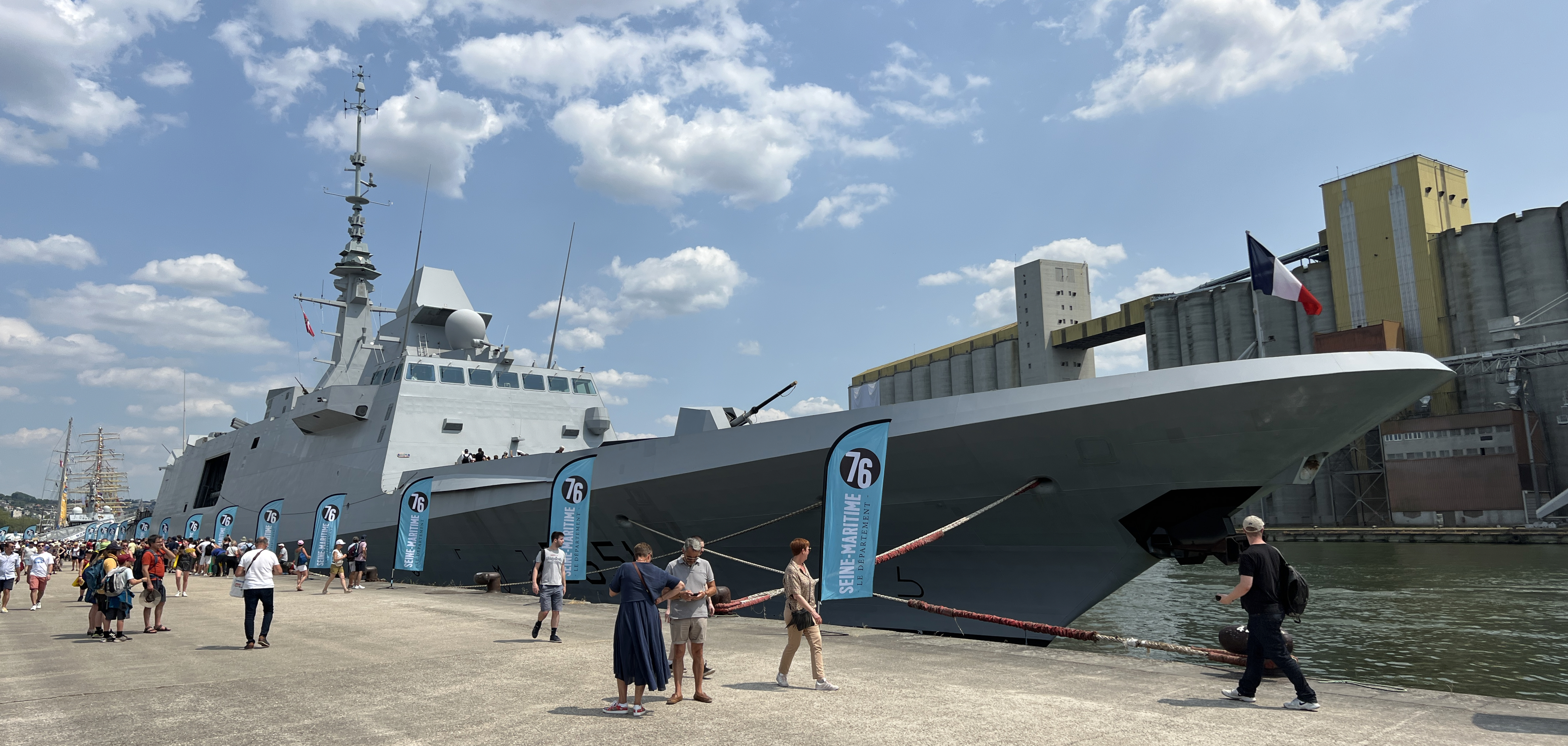

## 資料連結
1. ↑  . Ministero Della Difesa.   [24 October 2014]. （原始内容存档于2014-10-25） （意大利语）.
2. ↑  . www.shephardmedia.com.   [2021-03-30]. （原始内容存档于2023-12-13）.
3. ↑  . 21 July 2019.
4. ↑  .   [2024-01-21]. （原始内容存档于2023-12-13）.
5. ↑  Manaranche, Martin. . Naval News. 1 February 2022  [16 September 2022]. （原始内容存档于2022-02-02）.